# Francisco Gondar
Francisco Gondar fue un futbolista argentino, destacado durante la era del amateurismo. 

## Trayectoria

### Sportivo Barracas
Surgió en el club Sportivo Barracas en 1921, y debutó ante El Porvenir en la primera fecha del Campeonato de Primera División 1921 organizado por la Asociación Argentina de Fotball.

### Racing
Antes de terminar el campeonato pasa a jugar a Racing, equipo que disputaba el Campeonato de Primera División 1921 de la Asociación Amateurs de Football. Fue campeón de ese torneo en noviembre de ese año.

### El Porvenir
En el año 1925 pasa a jugar en El Porvenir. Allí formó una delantera letal con jugadores como Manuel Seoane, Alejandro de los Santos, Juan Tubío y José Gurrutchague. Gracias al esfuerzo conjunto de esta delantera, el club de Gerli terminó tercero en el Campeonato de Primera División 1925.

### River Plate
A principios de 1926 pasa a jugar en River Plate. Tuvo un inicio de ciclo complicado, puesto que falló un penal en un partido contra Racing, provocando reacciones negativas y hasta violentas entre los hinchas ya que consideraron que erró el penal a propósito para favorecer a su antiguo club. Sin embargo, su capacidad goleadora hizo que se reconciliara con los fanáticos millonarios, permaneciendo en el club hasta su retiro en 1931. El 31 de mayo de 1931, en un partido contra Atlanta, asistió a Vicente Locaso en el que sería el primer gol en la historia del profesionalismo para el club de Núñez.

## Vida posterior
Fue vicepresidente de Racing en el año 1956.